# Thottea reniloba
Thottea reniloba är en piprankeväxtart som beskrevs av Ding Hou. Thottea reniloba ingår i släktet Thottea och familjen piprankeväxter. Inga underarter finns listade i Catalogue of Life.